# Enargia nunatrum
Enargia nunatrum är en fjärilsart som beskrevs av Sriba 1790. Enargia nunatrum ingår i släktet Enargia och familjen nattflyn. Inga underarter finns listade i Catalogue of Life.